# Pedaso
Pedaso (im lokalen Dialekt: Pedàso oder Pedasu) ist eine italienische Gemeinde (comune) mit 2856 Einwohnern (Stand 31. Dezember 2023) in der Provinz Fermo in den Marken (it. Marche). Die Gemeinde liegt etwa 12,5 Kilometer südöstlich von Fermodirekt an der Adriaküste. Die nördliche Gemeindegrenze bildet der Fluss Aso.

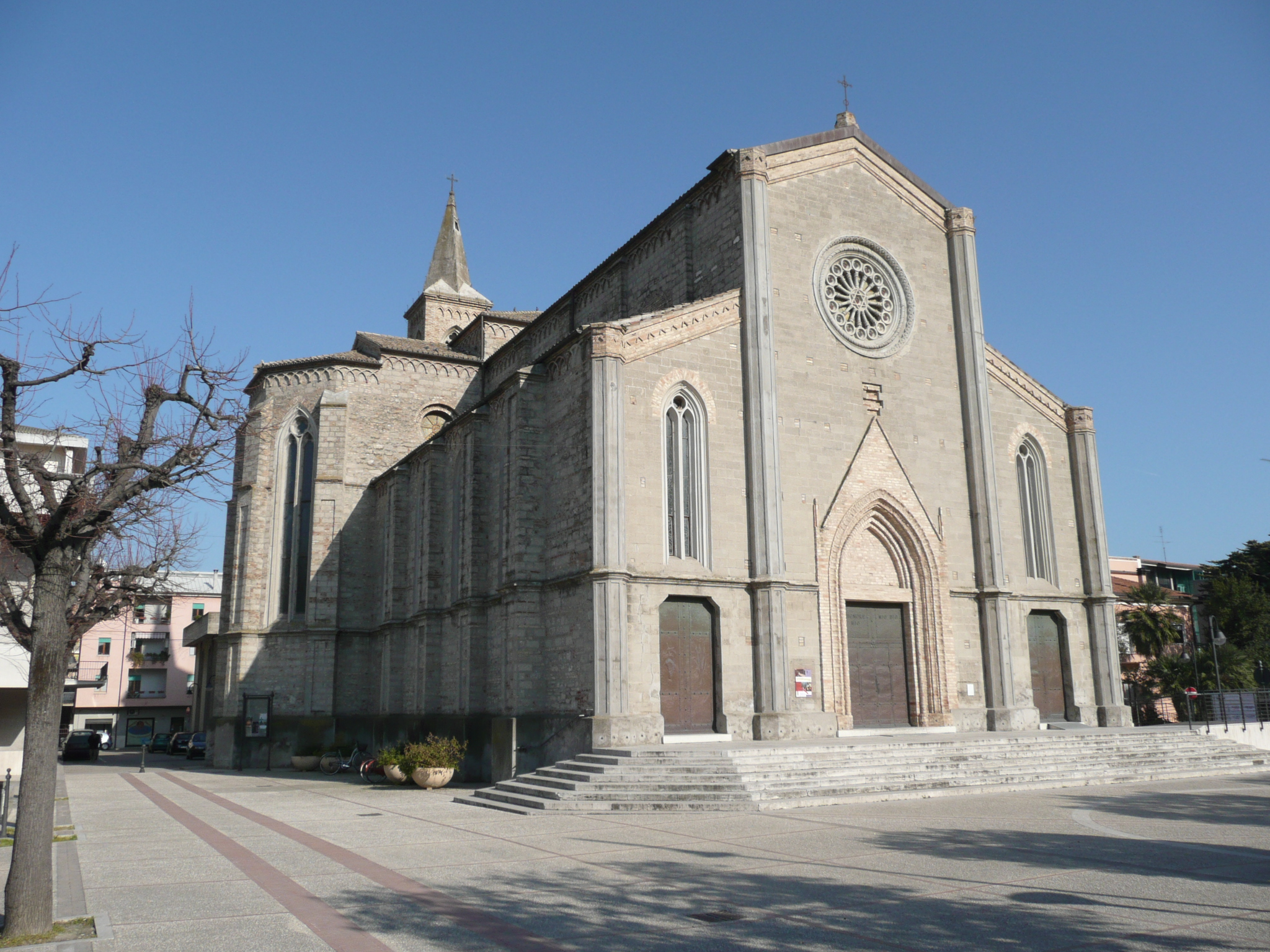
Kirche von Pedaso

## Geschichte
Bereits in den Zeiten griechischer und pikenischer Besiedlung gab es an der Stelle von Pedaso einen Ort.

## Verkehr
Durch die Gemeinde führt neben der Autostrada A14 von Bologna nach Tarent, zu der ein Anschluss besteht, auch die Strada Statale 16 Adriatica. An der Bahnstrecke Ancona–Lecce liegt der Bahnhof von Pedaso.